# Cosmoscarta fuscoapicalis
Cosmoscarta fuscoapicalis is een halfvleugelig insect uit de familie schuimcicaden (Cercopidae). De wetenschappelijke naam van deze soort is voor het eerst geldig gepubliceerd in 1928 door Kato.